# Cchuej Čchi
Daniel Cchuej Čchi (čínsky: 崔琦, pinyin: Cuī Qí; * 28. února 1939 Che-nan, Čína) je americký fyzik, který je v současné době profesorem elektrotechniky na Princeton University. V roce 1998 získal spolu s Robertem Laughlinem a Horstem Störmerem Nobelovu cenu za fyziku za „objev nového druhu kvantové kapaliny s neceločíselnými excitacemi“ (kvantový Hallův jev).
V roce 1957 dostal nabídku na studium od Národní tchajwanské univerzitě v Tchaj-peji a od Augustana College v Illinois; přijal druhou nabídku. Vystudoval Augustana College a poté studoval na Chicagské univerzitě, kde v roce 1967 získal titul Ph.D.